# Dichondra
Dichondra  es un pequeño género de plantas fanerógamas en la familia Convolvulaceae. Son herbáceas prostradas perennes, con tallos ensortijados, que se enraízan rápidamente en los nudos de las hojas. Flores blancas, verdes o amarillas, de 2-3 mm de diámetro. En Cuba, a las que florecen por Navidad se las denomina aguinaldo.
El número de especies está en discusión, algunos autores dividen al género en cerca de diez spp. separadas, mientras otros aceptan solo dos especies.

## Especies
- Dichondra argentea H.B. & Bonpl. ex Willd.
- Dichondra macrocalyx Meisn.
- Dichondra micrantha Urb.
- Dichondra microcalyx Meisn.
- Dichondra repens J.R.Forst. & G.Forst.
- Dichondra sericea Sw.

## Cultivo y usos
Dichondra micrantha fue una planta muy popular en el sur de  California para  usar en céspedes en las décadas de 1950 y los 1960.[cita requerida] Sus hojas son circulares, en forma de riñón, en posición horizontal, de 8-25 mm en diámetro y sobre un peciolo de 20-35 mm. Un césped saludable compuesto enteramente de Dichondra es bastante difícil de establecer y mantener.[cita requerida] Sin embargo, en algunos lugares tropicales Dichondra es una mala hierba invasora o maleza.